# Nate Mooney

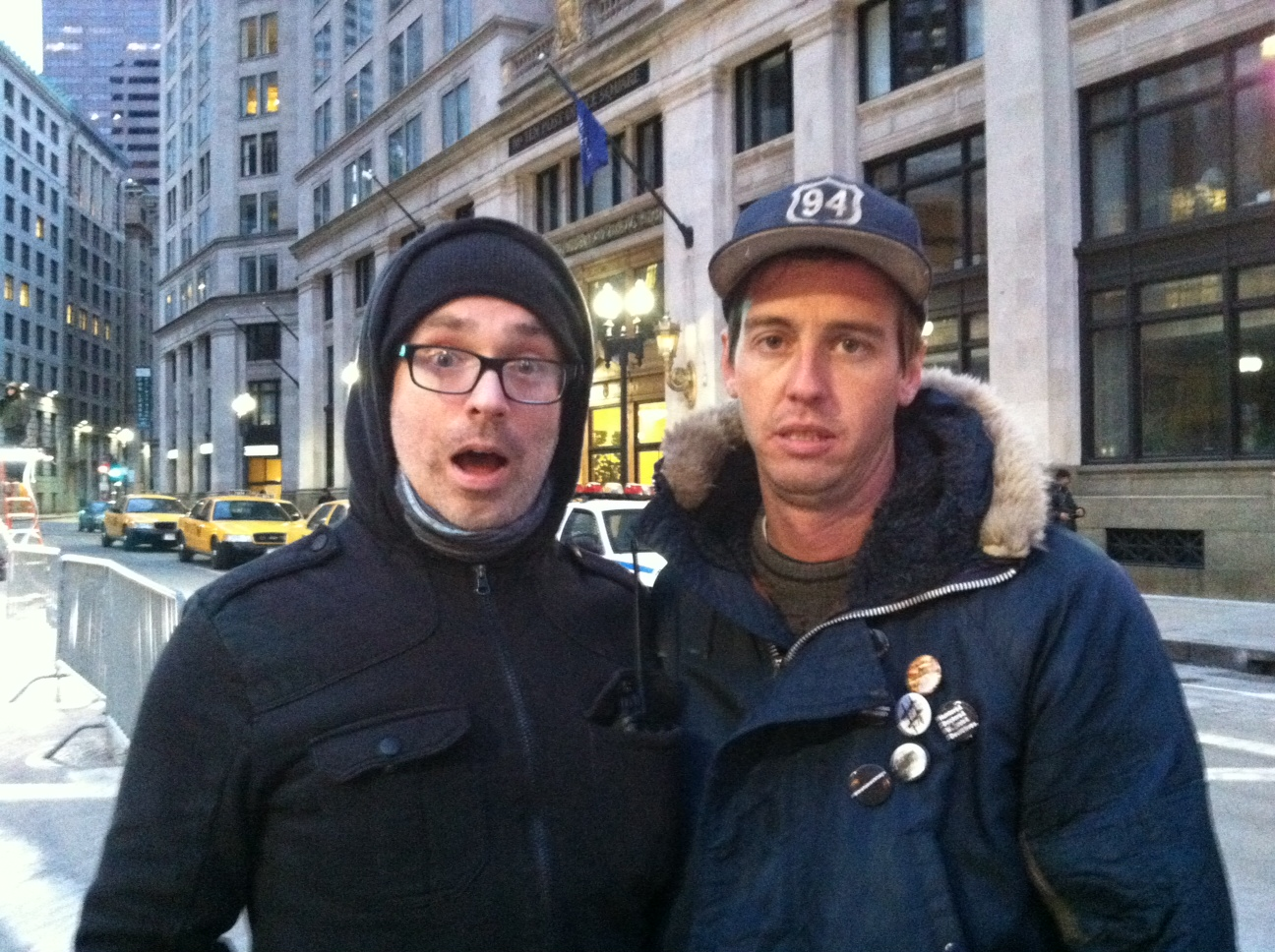
Nate Mooney (rechts), 2014

Nate Mooney (* 26. Januar 1972 in den USA) ist ein US-amerikanischer Schauspieler.

## Leben und Karriere
Nate Mooney machte 1990 seinen Highschool-Abschluss in Franklin, Wisconsin und besuchte danach die Iowa State University, von er einen Bachelor-Abschluss in Raumfahrttechnologie erwarb.
Mooney ist seit 2001 als Schauspieler aktiv und trat als Gastdarsteller in Serien wie Monk, Law & Order: Special Victims Unit, Nip/Tuck – Schönheit hat ihren Preis, CSI: Vegas, Criminal Minds und Breaking Bad auf. Daneben war er mit Mozart und der Wal, Push, Einmal ist keinmal und Night Moves auch in Filmen zu sehen.
Er trat auch wiederholt in wiederkehrenden Rollen in Serien wie It’s Always Sunny in Philadelphia und American Odyssey auf. Von 2016 bis 2018 war er in der Serie Stan Against Evil in der Rolle des Deputy Leon Drinkwater zu sehen.

## Filmografie (Auswahl)
- 2001: Deadline (Fernsehserie, Episode 1x11)
- 2001–2002: Ed – Der Bowling-Anwalt (Ed, Fernsehserie, 3 Episoden)
- 2002: Law & Order: Special Victims Unit (Law & Order: NY, Fernsehserie, Episode 3x17)
- 2003: Just Another Story
- 2004: Monk (Fernsehserie, Episode 3x09)
- 2005: Elizabethtown
- 2005: Mozart und der Wal (Mozart and the Whale)
- 2005–2013: It’s Always Sunny in Philadelphia (Fernsehserie, 7 Episoden)
- 2006: CSI: Vegas (CSI: Crime Scene Investigation, Fernsehserie, Episode 6x16)
- 2006: Nip/Tuck – Schönheit hat ihren Preis (Nip/Tuck, Fernsehserie, Episode 4x02)
- 2006: Schweinchen Wilbur und seine Freunde (Charlotte's Web)
- 2007: The Riches (Fernsehserie, 4 Episoden)
- 2008: Just Add Water
- 2009: Push
- 2010: Criminal Minds (Fernsehserie, Episode 5x15)
- 2010: Breaking Bad (Fernsehserie, Episode 3x07)
- 2011: Dr. House (House M.D., Fernsehserie, Episode 8x01)
- 2011: Psych (Fernsehserie, Episode 6x06)
- 2012: Einmal ist keinmal (One for the Money)
- 2012: Mike & Molly (Fernsehserie, Episode 2x15)
- 2012: Common Law (Fernsehserie, Episode 1x03)
- 2012: Weeds – Kleine Deals unter Nachbarn (Weeds, Fernsehserie, Episode 8x11)
- 2013: Deep Dark Canyon
- 2013: The Glades (Fernsehserie, Episode 4x05)
- 2013: Night Moves
- 2015: Big Time in Hollywood, FL (Miniserie, Episode 1x03)
- 2015: American Odyssey (Fernsehserie, 13 Episoden)
- 2016: Son of Zorn (Fernsehserie, 2 Episoden)
- 2016: Regeln spielen keine Rolle (Rules Don't Apply)
- 2016–2018: Stan Against Evil (Fernsehserie, 24 Episoden)
- 2017: Wilson – Der Weltverbesserer (Wilson)
- 2017: Girlfriend's Day
- 2019: Adopt a Highway
- 2020: Everything's Gonna Be Okay (Fernsehserie, Episode 1x06)
- 2021: Legacies (Fernsehserie, Episode 3x05)